# Филип Дитрих фон Мандершайд-Кайл
Филип Дитрих фон Мандершайд-Кайл (на немски: Philipp Dietrich, Graf von Manderscheid in Kail; * 30 март 1596; † 25 май 1653) е граф на Мандершайд и Бланкенхайм, господар в Кайл (1613 – 1653) в Рейнланд-Пфалц.

## Произход
Той е син на граф Дитрих II фон Мандершайд-Кайл († 1613) и съпругата му графиня Анна Амалия фон Мандершайд († 1603), дъщеря на граф Йоахим фон Мандершайд-Нойербург-Вирнебург († 1582) и Магдалена фон Насау-Идщайн-Висбаден († 1604).

## Фамилия
Филип Дитрих се жени на 4 март 1628 г. за братовчедката си Елизабет Амалия фон Льовенхаупт-Фалкенщайн (* 21 май 1607; † 13 юли 1647), дъщеря на леля му по майчина линия Магдалена фон Мандершайд-Вирнебург (1574 – 1639) и граф Стен Акселинпойка фон Льовенхаупт-Флакенщайн (1586 – 1645). Те имат 15 деца:
- Мария Елизабет (* 12 март 1630; † 2 февруари 1693), омъжена на 16 февруари 1656 г. за граф Арне/Аксел Льовенхаупт-Фалкенщайн (* септември 1626; † 17 януари 1668)
- Филип Теодор фон Мандершайд-Кайл
- Евгения Мария Франциска (* 9 май 1632; † 31 декември 1690), омъжена 1660 г. за граф Йохан Лудвиг II фон Зулц, ландграф в Клетгау (* 23 октомври 1626; † 21 август 1687)
- Филип Фридрих († ок. 1635/1640)
- Ото Лудвиг († 3 октомври 1684)
- Хайнрих Адолф († пр. 6 май 1667, Бохемия)
- Анна Катарина († 30 септември 1679)
- Клара Магдалена (* 1636; † 9 февруари 1692), омъжена на 16 януари 1656 г. в Борбек, Есен, за граф и алтграф Ернст Салентин фон Залм-Райфершайт в Дик и Алфтер (* 4 април 1621; † 11 юни 1684)
- Юлиана Маргарета († 1674)
- Мария Урсула († сл. 21 май 1703)
- Агата Барбара († 2 април 1683)
- Херман Франц Карл фон Мандершайд-Кайл († 30 април 1686), женен на 24 август 1663 г. за вилд и рейнграфиня Мария Агата фон Кирбург (* април 1641; † 17 декември 1691)
- Анна Салома
- Фердинанд Адолф
- Мария Анна Сидония